# 리버레이션 타워 (쿠웨이트)
리버레이션 타워(영어: Liberation Tower, 아랍어: برج التحرير)는 쿠웨이트의 쿠웨이트 시티에 위치한 전파 송출 및 관광용 타워이다. 1990년 건설을 시작해 1993년년에 완공되었다. 리버레이션 타워라는 이름이 붙은 이유는 1991년 2월 27일에 있었던 쿠웨이트 침공으로 인해 쿠웨이트를 점령한 이라크로부터의 해방을 기념하기 위한 것이다. 현재 쿠웨이트에서 가장 높은 탑이며, 독립 구조물 중에서는 알 함라 타워에 이어 쿠웨이트에서 두 번째로 높다.

## 같이 보기
- 쿠웨이트의 마천루 목록